# John Arthur (Politiker)

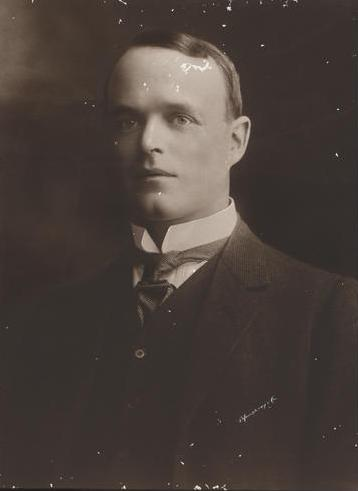
John Arthur

John Andrew Arthur (* 15. August 1875 in Castlemaine, Victoria; † 9. Dezember 1914 in Melbourne) war ein australischer Politiker und unter anderem Außenminister des Landes.

## Leben
Arthur wurde in Castlemaine (Victoria), als Sohn eines Goldsuchers geboren und verbrachte seine Kindheit in diversen Goldminen-Städten Victorias. Ein staatliches Stipendium erlaubte ihm, das Grenville College in Ballarat drei Jahre lang zu besuchen. Im Jahr 1895 graduierte er von der Universität Melbourne mit einem Bachelor of Arts. Als guter und ehrgeiziger Schüler konnte er 1897 seinen Master of Arts machen und anschließend 1898 seinen Bachelor of Laws, so wie zu guter Letzt 1901 seinen Master of Laws. Er arbeitete anschließend am Queen’s College und unterrichtete in Philosophie, politische Wirtschaft, Geschichte und Jura.
Er wurde ein angesehener Richter in den neuen Bundesgerichten, vor allem dem Commonwealth Court of Conciliation and Arbitration und repräsentierte die Agricultural Implement Makers' Union im Harvester-Fall, der zur Einführung des bis in die 1990er Jahre in Australien angewandten Existenzminimums führte.
Politische Karriere
Bei den Wahlen 1913 schlug er seinen Widersacher John Quick und gewann für die Australian Labor Party einen Sitz im Repräsentantenhaus (im Wahlkreis Bendigo). Er war für seine lebhafte Beteiligung an den Parlamentsdebatten bekannt. Zudem führte er als Anwalt für die australische Industrie seine Arbeit fort und reiste oft vom damaligen Regierungssitz in Melbourne in die Millionen-Metropole Sydney. Durch den Wahlkampf 1914 und seine Arbeit am Gericht während der Wahl der Regierung von Chris Watson ließen ihn gesundheitlich angeschlagen lange Zeit im Bett verbringen. Bei der Parteiversammlung am 17. September war  er anwesend und noch am selben Tag wurde er zum Außenminister des Landes ernannt. Mit seiner Gesundheit ging es von nun an rapide bergab und so starb er am 9. Dezember 1914 an akutem Nierenversagen in seinem Haus in Melbourne. Er hinterließ seine Frau, zwei Söhne und zwei Töchter.